# Petra Papp
Petra Papp (en hongrois : Papp Petra), née le 22 août 1993 à Szeged, est une joueuse d'échecs hongroise, grand maître féminine (GMF) depuis 2012.

## Palmarès individuel

### Palmarès jeune
En 2009, Petra Papp remporte le championnat de Hongrie d'échecs de la jeunesse dans la catégorie des filles de moins de 16 ans. Elle représente plusieurs fois la Hongrie aux Championnats d'Europe d'échecs de la jeunesse et aux Championnats du monde d'échecs de la jeunesse. En 2011, à Iași, en Roumanie, elle remporte une médaille d'or individuelle et une médaille d'argent par équipe au Championnat d'Europe d'échecs par équipe des filles de moins de 18 ans.

### Palmarès individuel adulte
Aux championnats de Hongrie d'échecs féminins, Petra Papp est sacrée championne en 2012, et troisième, en 2009,.

## Olympiades pour la Hongrie
Petra Papp joue pour la Hongrie lors des olympiades d'échecs féminines à plusieurs reprises :
- En 2012, en tant qu'échiquier de réserve lors de la 40e Olympiade d'échecs à Istanbul, en Turquie (résultat personnel de ̟ 5 victoires (̝+), 3 matchs nuls (=) et  1 défaite(-)),
- En 2014, en tant qu'échiquier de réserve lors de la 41e Olympiade d'échecs à Tromsø, en Norvège (+2, = 4, -1),
- En 2016, au 3e échiquier lors de la 42e Olympiade d'échecs à Bakou, en Azerbaïdjan (+2, = 6, -0).

## Championnat d'Europe d'échecs des nations
Pétra Papp joue également pour la Hongrie lors des championnats d'Europe d'échecs des nations :
- En 2013, elle occupe le quatrième échiquier lors du 10e championnat d'Europe d'échecs par équipe à Varsovie, en Pologne (résultat personnel de ̟ 4 victoires (̝+), 2 matchs nuls (=) et  2 défaite(-)),
- En 2015, elle occupe le quatrième échiquier lors du 11e championnat d'Europe d'échecs par équipe à Reykjavik, en Islande (score personnel de +5, = 2, -1, qui entraine une médaille de bronze).

## Titres internationaux
En 2010, Pétra Papp reçoit le titre de maître international féminin. Deux ans plus tard, elle devient Grand maître international féminin.